# Yi yi
Yi Yi é um filme de Taiwan do diretor Edward Yang, lançado em 2000. Foi um grande sucesso internacional e foi aclamado pela crítica. Concorreu e venceu vários prêmios, dos quais se destaca o prêmio de melhor diretor a Edward Yang, no Festival de Cannes 2000. 
O filme recebeu aclamação universal desde seu lançamento e é frequentemente considerado um dos maiores filmes do século XXI.

## Elenco
- Wu Nien-jen como NJ
- Elaine Jin como Min-Min
- Kelly Lee como Ting-Ting
- Jonathan Chang como Yang-Yang
- Issey Ogata como Sr. Ota
- Chen Hsi-Sheng como A-Di
- Su-Yun Ko como Sherry
- Chang Yu Pang como Fatty